# 1246.
◄ | 12. stoljeće | 13. stoljeće | 14. stoljeće | ►
◄ | 1210-ih | 1220-ih | 1230-ih | 1240-ih | 1250-ih | 1260-ih | 1270-ih | ►
◄◄ | ◄ | 1243. | 1244. | 1245. | 1246. | 1247. | 1248. | 1249. | ► | ►►
Arhitektura • Astronomija • Glazba • Knjige • Književnost • Kršćanstvo • Medicina • Pravo • Promet • Znanost

## Smrti
- Izabela Angoulêmska, kraljica Engleske

## Vanjske poveznice
|  | Zajednički poslužitelj ima još gradiva o temi 1246. |